# Jacques Loussier
Jacques Loussier (Angers, 1934. október 26. – Blois, 2019. március 5.) francia zongoraművész, zeneszerző.
Jacques Loussier jól ismert, mint Johann Sebastian Bach számos művének, például a Goldberg-variációk a dzsessz-értelmezésével. Az 1959-ben alapított triója több mint 3000 koncertet adott, és több mint 7 millió példány lemeze kelt el; főleg Bach felvételek. Azonkívül komponált filmzenét, előadott számos klasszikus darabot; miséket, a balettzenét írt. Repertoárjának része volt Erik Satie, Claude Debussy, Maurice Ravel, Antonio Vivaldi, Frédéric Chopin műveinek Loussier-be oltott  előadása is. 
Loussier előadói stílusát third streamnek nevezik, ami a dzsessz és a klasszikus zene szintézise, eképp teret engedve az improvizációnak is.

## Pályakép
...olyan stílusérzékkel ötvözte Bachot a jazzel, hogy arra máig alig akad példa.
Jacques Loussier tízévesen kezdett zongorázni. Tizenegyéves korában hallott egy darabot Anna Magdalena Bach Bach jegyzetfüzetéből. Egy 2003-as interjúban ezt mondta: „Én ezt a darabot tanulmányoztam, és beleszerettem.” Tizenháromévesen Párizsban találkozott Yves Nat zongoraművésszel, aki rendszeresen adott neki feladatokat.
Tizenhatéves korában Párizsba költözött Yves Nathoz. Egy konzervatóriumi versenyen eljátszotta Bach prelúdiumát, és néha – a kottára nem emlékezve – rögtönzött. Később azt mondta, hogy csak hagyományt követett, mert a 18. század zenészei köztük Bach is – nagyszerű improvizátorok voltak.
Loussier párizsi bárokban dzsesszt játszott, hogy finanszírozza tanulmányait. A Bach és a dzsessz egyesítése akkoriban egyedülálló volt.
Hat év tanulás után a Közel-Keletre és Latin-Amerikába utazott. Egy évig Kubában volt.
Eleinte Frank Alamo, Charles Aznavour, Léo Ferré és Catherine Sauvage zongorakísérője volt. 1959-ben megalakította a Jacques Loussier Triót Pierre Michelot vonósbőgőssel és Christian Garros ütőhangszeressel. Bach műveket használták improvizációik alapjául Számos élő fellépésül volt, turnéztak és koncertet adtak; lemezeket is készítettek. Tizenőt év alatt több mint hatmillió albumot adtak el.
Az 1970-es évek közepén a trió feloszlott. Azuzán olyan zenészekkel készített felvételeket, mint a Pink Floyd, Elton John, Sting, Chris Rea, Sade. A Pink Floyd The Wall című albumának egyes részeit is ők vették fel.
1985-ben, Bach születésének háromszázadik évfordulóján Loussier újraélesztette a triót André Arpino ütőhangszeressel és Vincent Charbonnier basszusgitárossal. A trió Bach mellett Händel, Scarlatti, Vivaldi, Mozart, Beethoven, Chopin, Eric Satie, Debussy, Ravel és Schumann kompozícióinak interpretációit rögzítette.
2002 márciusában Loussier 10 millió dolláros pert indított Eminem és producere ellen, azt állítva, hogy a „Kill You” című szám néhány ütemét a Pulsion című szerzeményéből lopták. Az ügyet végül peren kívül rendezték.

## Lemezek
- 1959: Play Bach No. 1
- 1960: Play Bach No. 2
- 1961: Play Bach No. 3
- 1962: Jacques Loussier joue Kurt Weill
- 1963: Play Bach No. 4
- 1965: Play Bach No. 5
- 1965: Play Bach aux Champs Elysees
- 1972: Dark of the Sun
- 1974: Jacques Loussier at the Royal Festival Hall/Jacques Loussier et le Royal Philharmonic Orchestra
- 1979: Pulsion/Pulsion sous la Mer
- 1980: Frédéric Chopin par Jacques Loussier (Prod. Octave Monte Carlo)
- 1982: Pagan Moon
- 1985: The Best of Play Bach
- 1986: Bach to the Future (Start Records 1986 / Teldec 1987); Reflections of Bach (Start Records 1986 / Teldec 1987)
- 1987: Jacques Loussier Trio: Bach to Bach (25 years Play Bach) live in Tokio
- 1987: Lumières – Messe baroque du 21e siècle
- 1988: Brandenburg Concertos
- 1990: Lumières
- 1993: Play Bach 93 Volume 1 und Volume 2
- 1994: Play Bach aujourd’hui
- 1995: Jacques Loussier plays Bach
- 1997: Jacques Loussier plays Vivaldi (DE: Gold im Jazz-Award)[11]
- 1999: Ravel’s Boléro/The very best of Jacques Loussier Air on a 'G' string
- 2000: Bach Book Anniversary/Bach’s Goldberg Variations/Plays Debussy
- 2001: Baroque Favourites
- 2004: Impressions of Chopin’s Nocturnes

### Jacques Loussier Trio
- 1973: Jacques Loussier Trio 6 Master Pieces
- 1975: Jacques Loussier Trio Play Bach
- 1996: Jacques Loussier Trio Plays Bach
- 1998: Jacques Loussier Trio Satie
- 2000: Take Bach. Jacques Loussier Trio mit Güher und Süher Pekinel
- 2002: Jacques Loussier Trio Handel
- 2003: Jacques Loussier Trio Beethoven
- 2005: Jacques Loussier Trio Mozart Piano Concertos 20–23
- 2006: Jacques Loussier Trio The Brandenburgs